# رسمتیروم
رسمتیروم (انگلیسی: Resmetirom) دارویی است که برای درمان استئاتوهپاتیت غیرالکلی غیرسیروزی استفاده می‌شود. این دارو یک آگونیست گیرنده بتا هورمون تیروئید (NR1A2) است.
رسمتیروم، همراه با رژیم غذایی و ورزش، برای درمان بزرگسالان مبتلا به استئاتوهپاتیت غیرالکلی غیرسیروزی با فیبروز کبدی متوسط تا پیشرفته (مطابق با مراحل F2 تا F3 فیبروز) تجویز می‌شود.
شایع‌ترین عوارض جانبی شامل اسهال و حالت تهوع است.